# Georges Ronsse
Georges Ronsse (né le 4 mars 1906 à Anvers et mort le 4 juillet 1969 à Berchem) est un coureur cycliste belge. Il est inhumé à Anvers (Schoonselhof).

## Biographie

Georges Ronsse, avec Charles Pélissier, dans la côte de Doullens, lors du Paris-Roubaix 1927.

Aux mondiaux 1928, il s'échappe après 40 kilomètres de course avec son compatriote Jules Van Hevel. Les trois représentants de la sélection italienne, Alfredo Binda et Costante Girardengo qui avaient dominé la course en 1927 et Gaetano Belloni, ont fait en sorte de se marquer, sans tenir compte des autres coureurs, à tel point qu'après la moitié de la course, les deux premiers ont abandonné en même temps, la victoire finale étant devenue impossible. Devant, Van Hevel chute après une collision avec une vache et doit également abandonner. Ronsse a donc fini avec une avance de plus de 17 minutes. Il s'agit du plus grand écart dans l'histoire des mondiaux. L'Allemand Herbert Nebe, finalement deuxième de la course, a ensuite déclaré qu'il avait été menacé par Fritz von Opel, s'il continuait de courir, car il n'était par sur ce qu'il considérait comme le bon matériel, mais sur un Diamant. Le futur champion du monde Georges Ronsse utilisait quant à lui le « bon matériel », un vélo Opel et un moyeu à roue libre Torpedo. À cela s'ajoute un soupçon sur Ronsse, ainsi que son compatriote Jules Van Hevel, qui se seraient accrochés au véhicule de la société Opel pendant la course. À cause de cette controverse, le contrat de Nebe avec Diamant n'est pas prolongé au début de l'année 1929. Il reçoit plus tard une indemnité, à l'issue d'un procès.
Il conserve son titre l'année suivante, s'imposant au sprint dans un groupe de cinq.
En 1934, il se consacre au demi-fond. Entrainé par Ernest Pasquier, il finit 3e lors des championnats du monde à Bruxelles en 1935 et 3e à Zurich en 1936.

## Palmarès sur route

### Par année
- 1925
  - Liège-Bastogne-Liège
  - Tour de Belgique indépendants :
    - Classement général
    - 6e étape

  - Coupe Sels
- 1926
  - 3e de l'Omloop der Leiestreek
  - 3e du championnat des Flandres
  - 9e du Tour des Flandres
- 1927
  - Paris-Roubaix
  - Bordeaux-Paris
  - Grand Prix de l'Escaut
  - 3e de Paris-Tours
- 1928
  -  Champion du monde sur route
  - Paris-Bruxelles
  - 2e de Paris-Roubaix
  - 3e du Circuit de Paris
- 1929
  -  Champion du monde sur route
  - Bordeaux-Paris
  - 2e du Tour des Flandres
  - 2e de Paris-Roubaix
  - 2e du championnat de Belgique sur route
  - 3e de Paris-Tours
- 1930
  - Bordeaux-Paris
  - GP Wolber
  - 1re étape du Circuit du Midi
  - Prix national de clôture
  - Anvers-Bruxelles-Anvers
  - 2e du Critérium du Midi
  -  Médaillé de bronze au championnat du monde sur route
  - 6e de Paris-Tours
- 1931
  - 2e du Circuit de Paris
  - 3e de Paris-Lille
  - 4e de Paris-Roubaix
- 1932
  - 4e étape du Tour de France
  - 2e de Paris-Roubaix
  - 3e de Paris-Bruxelles
  - 5e du Tour de France
- 1933
  - 1re et 4e étapes du Tour de Belgique
  - 2e du Grand Prix de la ville d'Anvers
  - 3e du Tour de Belgique

### Résultats sur le Tour de France
2 participations
- 1932 : 5e, vainqueur de la 4e étape
- 1933 : abandon (6e étape)

## Palmarès en cyclo-cross
| - 1927 - 2e du championnat de Belgique de cyclo-cross - 1928 - 2e du critérium international de cyclo-cross - 1929 - Champion de Belgique de cyclo-cross - 1930 - Champion de Belgique de cyclo-cross - 2e du critérium international de cyclo-cross | - 1931 - 3e du critérium international de cyclo-cross - 1933 - Champion de la province d'Anvers de cyclo-cross |  |

## Palmarès sur piste

### Championnats du monde
- Bruxelles 1935
  -  Médaillé de bronze du demi-fond
- Zurich 1936
  -  Médaillé de bronze du demi-fond

### Championnats nationaux
- Champion de Belgique de demi-fond en 1934, 1935 et 1936 (2e en 1938 et 3e en 1937)